# Gmina Greeley (hrabstwo Audubon)

Położenie Gminy Greeley w hrabstwie Audubon

Gmina Greeley (ang. Greeley Township) – gmina w USA, w stanie Iowa, w hrabstwie Audubon. Według danych z 2000 roku gmina miała 193 mieszkańców.